# TV Sabadell - Vallès
TV Sabadell - Vallès és una televisió catalana privada amb seu central a Sabadell, que emet al Vallès Occidental de Barcelona. És un canal local de la TDT que emet des de la Torre de Collserola dedicat a l'actualitat de Sabadell i la seva zona d'influència. Va ser fundada el 2020 i forma part del grup de televisions de Canal Taronja. Emet en alta definició les 24 hores del dia en català i està disponible a través de la televisió digital terrestre i també a Internet.